# Ne me quitte jamais
Pour plus de détails, voir Fiche technique et Distribution.
Ne me quitte jamais (titre original : Never Let Me Go) est un film britannique réalisé par Delmer Daves, sorti en 1953.

## Synopsis
À la fin de la guerre, un correspondant de presse américain, en poste à Moscou, essaie de sortir d'URSS avec son épouse.

## Fiche technique
- Titre : Ne me quitte jamais
- Titre original : Never Let Me Go
- Réalisation : Delmer Daves
- Scénario : Ronald Millar (en) et George Froeschel d'après le roman Come the Dawn de Roger Bax
- Musique : Hans May
- Photographie : Robert Krasker
- Montage : Frank Clarke
- Direction artistique : Alfred Junge
- Production : Clarence Brown
- Société de production et de distribution : Metro-Goldwyn-Mayer
- Pays d'origine :  Royaume-Uni
- Langue : anglais
- Format : Noir et blanc - Son : Mono (Western Electric Sound System)
- Genre : Drame romantique
- Durée : 94 minutes
- Dates de sortie :
  - Royaume-Uni : 18 mars 1953
  - États-Unis : 1er mai 1953
  - France : 29 janvier 1954

## Distribution
- Clark Gable : Philip Sutherland
- Gene Tierney : Marya Lamarkina
- Bernard Miles : Joe Brooks
- Richard Haydn : Christopher Wellington St. John Denny
- Belita : Valentina Alexandrovna
- Kenneth More : Steve Quillan
- Karel Stepanek : le commissaire
- Theodore Bikel : le lieutenant
- Anna Valentina : Svetlana Mikhailovna
- Frederick Valk : Kuragin
- Peter Illing : NKVD Man
- Robert Henderson : US Ambassadeur
- Stanley Maxted : John Barnes
- Meinhart Maur : Lemkov
- Alexis Chesnakov : le général Jdanov
- Anton Diffring (non crédité) : un employé d'hôtel

## Autour du film
« L'auteur des Passagers de la nuit est habile à nous émouvoir ; en dépit des rieurs, je ne vois rien de très extravagant ici, rien non plus que l'on ne sache déjà si l'on a vu quelques films russes…
Gene Tierney aussi russe que toute la famille Pitoëff réunie, nous donnerait assez l'envie d'aller chercher nos femmes futures en terre russe. »

— Robert Lachenay, Les Cahiers du cinéma, no 35, mai 1954

« Film de propagande antirouge, au fondement totalement aberrant : si Gene Tierney était vraiment une danseuse soviétique, le monde entier serait immédiatement devenu communiste… »

— Hubert Prolongeau, Télérama